# Claire Danes

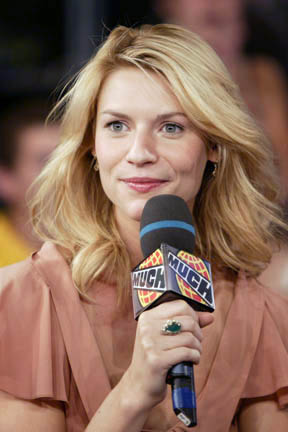
Claire Danes (2007)

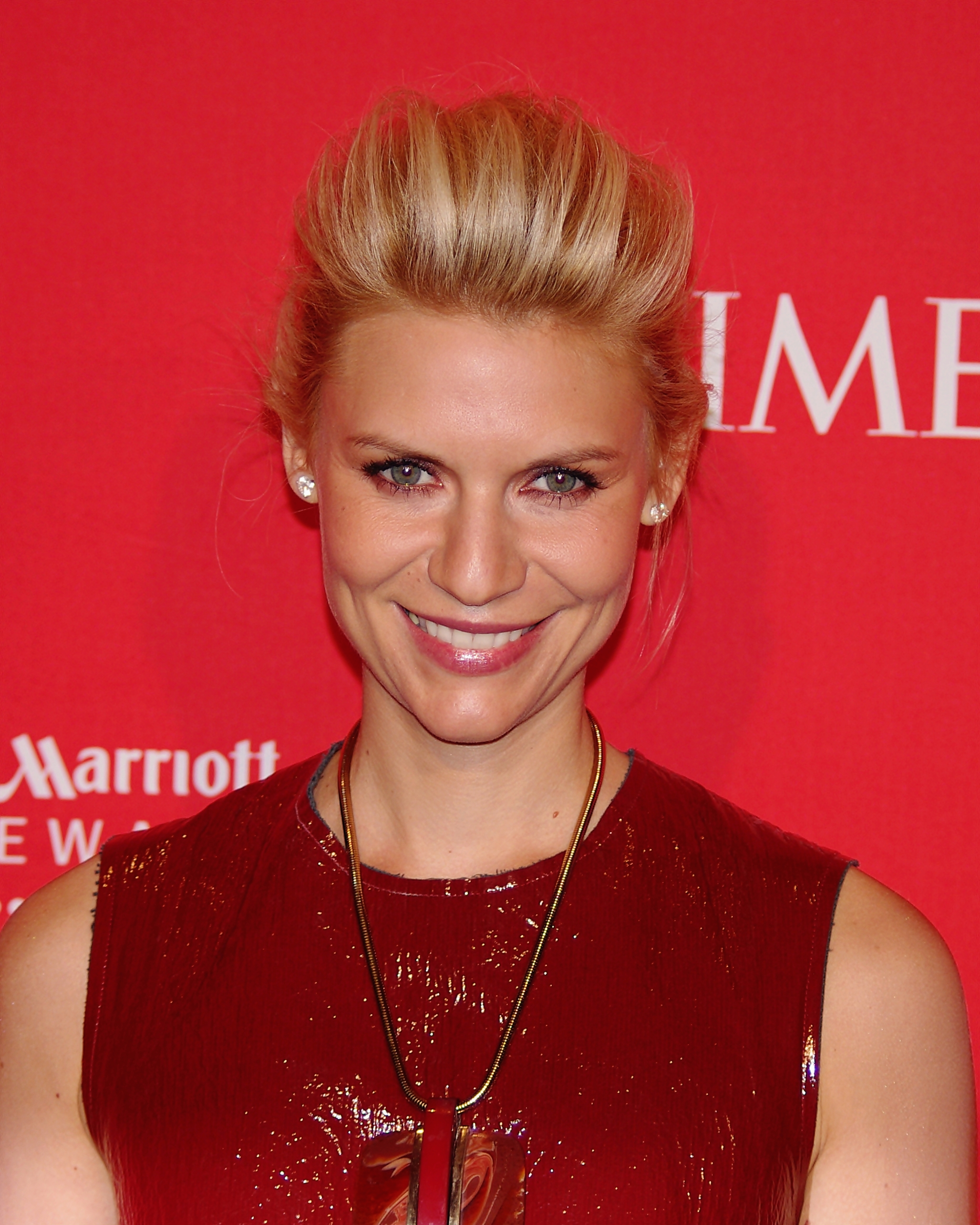
Claire Danes (2012)

Claire Catherine Danes (ur. 12 kwietnia 1979 w Nowym Jorku) – amerykańska aktorka, laureatka czterech Złotych Globów i trzech nagród Emmy.

## Życiorys
Córka Carli i Chrisa Danesów. Znana m.in. z filmów Romeo i Julia, gdzie zagrała u boku Leonardo DiCaprio, Terminator 3: Bunt maszyn oraz Gwiezdny pył. W latach 2011–2020 występowała w serialu Homeland w roli agentki Carrie Mathison, za którą otrzymała Złoty Glob w 2012 i w 2013 roku. Od 2009 żona aktora Hugh Dancy'ego, z którym ma dwóch synów i córkę.

## Filmografia

### Film
- 1994: Małe kobietki (Little Women) jako Beth March
- 1995: Skrawki życia (How to Make an American Quilt) jako młoda Glady Jo Cleary
- 1995: Wakacje w domu (Home for the Holidays) jako Kitt Larson
- 1996: I Love You, I Love You Not jako Daisy / młoda Nana
- 1996: Miłość z marzeń (To Gillian on Her 37th Birthday) jako Rachel Lewis
- 1996: Romeo i Julia (Romeo + Juliet) jako Juliet Capulet
- 1997: Droga przez piekło (U Turn) jako Jenny
- 1997: Zaklinacz deszczu (The Rainmaker) jako Kelly Riker
- 1998: Nędznicy (Les Misérables) jako Cosette
- 1998: Ślub po polsku (Polish Wedding) jako Hala
- 1999: Ekipa wyrzutków (The Mod Squad) jako Julie Barnes
- 1999: W matni (Brokedown Palace) jako Alice Marano
- 1999: Księżniczka Mononoke (Mononoke-hime) jako San (głos)
- 2002: Ucieczka od życia (Igby Goes Down) jako Sookie Sapperstein
- 2002: Godziny (The Hours) jako Julia Vaughan
- 2003: Wszystko dla miłości (It's All About Love) jako Elena
- 2003: Szaleństwo w Placid Lake (The Rage In Placid Lake) jako dziewczyna na seminarium
- 2003: Terminator 3: Bunt maszyn (Terminator 3: Rise of the Machines) jako Kate Brewster
- 2004: Królowa sceny (Stage Beauty) jako Maria
- 2005: Troje do pary (Shopgirl) jako Mirabelle Buttersfield
- 2005: Rodzinny dom wariatów (The Family Stone) jako Julie Morton
- 2007: Wieczór (Evening) jako Ann Lord
- 2007: Gwiezdny pył (Stardust) jako Yvaine
- 2007: Drapieżnik (The Flock) jako Allison Lowry
- 2008: Ja i Orson Welles (Me and Orson Welles) jako Sonja Jones
- 2013: Taka fajna jak ja (As Cool as I Am) jako Lainee Diamond
- 2017: Miś Brigsby (Brigsby Bear) jako Emily
- 2018: Nasz Jake (A Kid Like Jake) jako Alex Wheeler

### Telewizja
- 1992: Prawo i porządek (Law & Order) jako Tracy Brandt (1 odc.)
- 1994: Lifestories: Families In Crisis jako Katie Leiter (1 odc.)
- 1994–1995: Moje tak zwane życie (My So-Called Life) jako Angela Chase
- 2010: Temple Grandin jako Temple Grandin
- 2011–2020: Homeland jako Carrie Mathison
- 2015: Specjalista od niczego (Master of None) jako Nina Stanton (1 odc.)
- 2017: Portlandia jako Joan (1 odc.)
- 2022: Wąż z Essex jako Cora Seaborne (6 odc.)
- 2022: Rozterki Fleishmana jako Rachel (7 odc.)
- 2023: Pełne koło jako Sam Browne (6 odc.)

## Nagrody

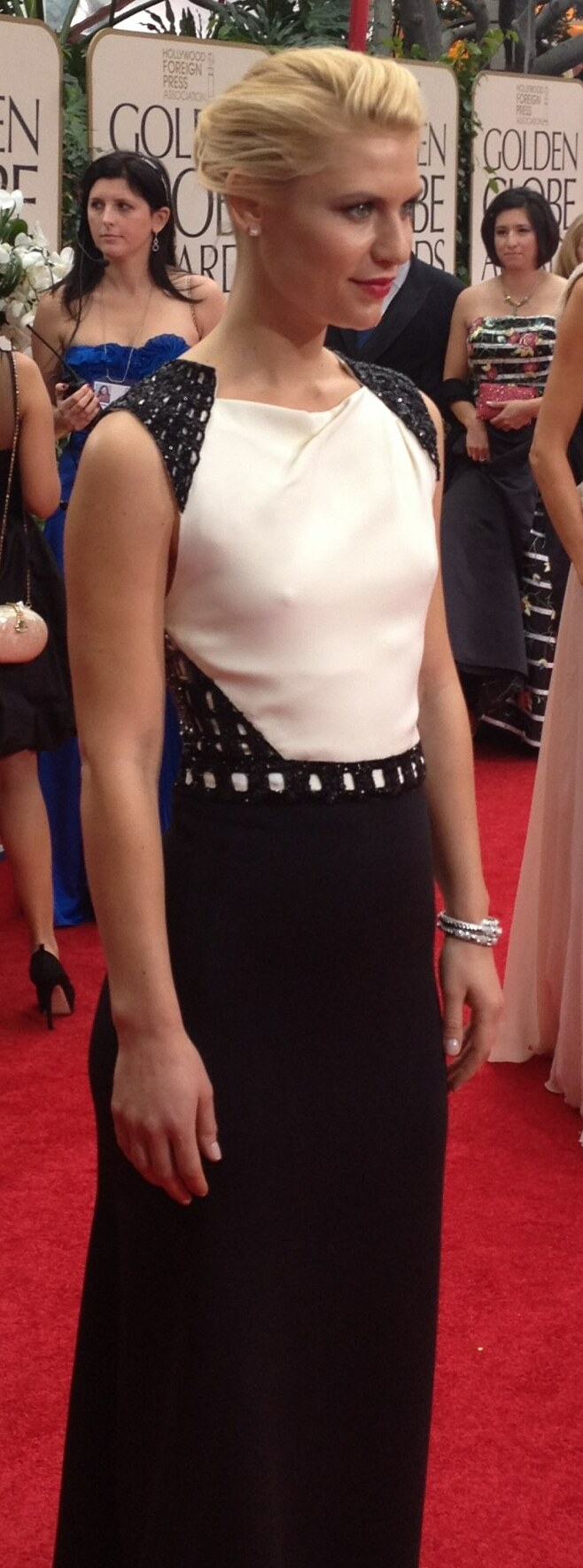
Claire Danes na 69. ceremonii wręczenia Złotych Globów (2012)

### Nagroda Primetime Emmy
| Rok  | Nominacja za         | Kategoria                                               | Wynik     |
| ---- | -------------------- | ------------------------------------------------------- | --------- |
| 1995 | Moje tak zwane życie | Najlepsza aktorka w serialu dramatycznym                | Nominacja |
| 2010 | Temple Grandin       | Najlepsza aktorka w miniserialu lub filmie telewizyjnym | Wygrana   |
| 2012 | Homeland             | Najlepsza aktorka w serialu dramatycznym                | Wygrana   |
| 2013 | Homeland             | Najlepsza aktorka w serialu dramatycznym                | Wygrana   |
| 2014 | Homeland             | Najlepsza aktorka w serialu dramatycznym                | Nominacja |
| 2015 | Homeland             | Najlepsza aktorka w serialu dramatycznym                | Nominacja |
| 2016 | Homeland             | Najlepsza aktorka w serialu dramatycznym                | Nominacja |

### Złoty Glob
| Rok  | Nominacja za         | Kategoria                                               | Wynik     |
| ---- | -------------------- | ------------------------------------------------------- | --------- |
| 1995 | Moje tak zwane życie | Najlepsza aktorka w serialu dramatycznym                | Wygrana   |
| 2010 | Temple Grandin       | Najlepsza aktorka w miniserialu lub filmie telewizyjnym | Wygrana   |
| 2011 | Homeland             | Najlepsza aktorka w serialu dramatycznym                | Wygrana   |
| 2012 | Homeland             | Najlepsza aktorka w serialu dramatycznym                | Wygrana   |
| 2014 | Homeland             | Najlepsza aktorka w serialu dramatycznym                | Nominacja |

### Nagroda Gildii Aktorów Ekranowych
| Rok  | Nominacja za   | Kategoria                                               | Wynik     |
| ---- | -------------- | ------------------------------------------------------- | --------- |
| 2003 | Godziny        | Najlepszy filmowy zespół aktorski                       | Nominacja |
| 2011 | Temple Grandin | Najlepsza aktorka w filmie telewizyjnym lub miniserialu | Wygrana   |
| 2013 | Homeland       | Najlepsza aktorka w serialu dramatycznym                | Wygrana   |
| 2013 | Homeland       | Najlepszy zespół aktorski w serialu dramatycznym        | Nominacja |
| 2014 | Homeland       | Najlepsza aktorka w serialu dramatycznym                | Nominacja |
| 2014 | Homeland       | Najlepszy zespół aktorski w serialu dramatycznym        | Nominacja |
| 2015 | Homeland       | Najlepsza aktorka w serialu dramatycznym                | Nominacja |
| 2015 | Homeland       | Najlepszy zespół aktorski w serialu dramatycznym        | Nominacja |
| 2016 | Homeland       | Najlepsza aktorka w serialu dramatycznym                | Nominacja |
| 2016 | Homeland       | Najlepszy zespół aktorski w serialu dramatycznym        | Nominacja |

### Critics' Choice Awards
| Rok  | Nominacja za | Kategoria                                | Wynik     |
| ---- | ------------ | ---------------------------------------- | --------- |
| 2012 | Homeland     | Najlepsza aktorka w serialu dramatycznym | Wygrana   |
| 2013 | Homeland     | Najlepsza aktorka w serialu dramatycznym | Nominacja |
| 2021 | Homeland     | Najlepsza aktorka w serialu dramatycznym | Nominacja |

### Nagroda Satelita
| Rok  | Nominacja za  | Kategoria                                | Wynik     |
| ---- | ------------- | ---------------------------------------- | --------- |
| 2005 | Troje do pary | Najlepsza aktorka w komedii lub musicalu | Nominacja |
| 2011 | Homeland      | Najlepsza aktorka w serialu dramatycznym | Wygrana   |
| 2012 | Homeland      | Najlepsza aktorka w serialu dramatycznym | Wygrana   |
| 2015 | Homeland      | Najlepsza aktorka w serialu dramatycznym | Wygrana   |